# Kaman
Kaman é uma cidade e um município no distrito de Bharatpur, no estado indiano de Rajastão.

## Geografia
Kaman está localizada a 27° 39′ N, 77° 16′ L. Tem uma altitude média de 189 metros (620 pés).

## Demografia
Segundo o censo de 2001, Kaman tinha uma população de 30,774 habitantes. Os indivíduos do sexo masculino constituem 54% da população e os do sexo feminino 46%. Kaman tem uma taxa de literacia de 57%, inferior à média nacional de 59.5%: a literacia no sexo masculino é de 68% e no sexo feminino é de 44%. Em Kaman, 18% da população está abaixo dos 6 anos de idade.